# 38636 Kitazato
38636 Kitazato este o planetă minoră (asteroid), cu un diametru de 1,26 km, din centura de asteroizi. A fost descoperită pe 6 iunie 2000 la Stația Anderson Mesa de Lowell Observatory Near-Earth-Object Search și a fost numită după Kohei Kitazato⁠(d). 
Obiectul prezintă o orbită caracterizată de o semiaxă mare de 2,1982861 UAi, o excentricitate de 0,2, o înclinație de 4,36278 ° în raport cu ecliptica.